# گمینا گوژتسه (استان پودکارپاتسکیه)
گمینا گوژتسه (استان پودکارپاتسکیه) (به لهستانی:  Gmina Gorzyce) یک گمینا در لهستان است که در شهرستان تارنوبژگ واقع شده‌است. گمینا گوژتسه ۶۹٫۳۶ کیلومتر مربع مساحت و ۱۳٬۶۲۸ نفر جمعیت دارد.